# Il giustiziere sfida la città
Il giustiziere sfida la città è un film italiano del 1975, diretto da Umberto Lenzi.

## Trama

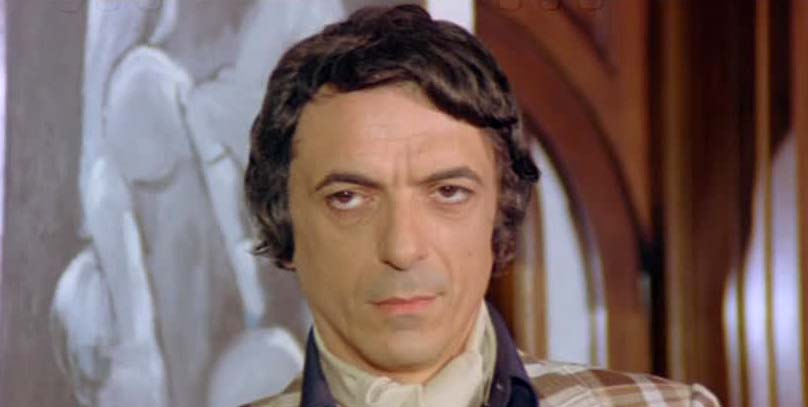
Adolfo Lastretti in una scena

Rambo, un ex mafioso all'apparenza ravveduto, fa ritorno a Milano, per andare a trovare il vecchio amico Pino Scalia e la sua famiglia. Pino ora lavora in un'agenzia di vigilanza privata ed egli, saputo che Rambo sembra avere definitivamente chiuso con il suo passato, cerca di coinvolgerlo nella sua attività ma quest'ultimo, dopo avergli dimostrato di essere ancora in forma, non mostra interesse per questo tipo di vita. Nel suo girovagare tra le antiche amicizie Rambo ritrova anche Flora, una spogliarellista con la quale aveva avuto una relazione e che si dimostra ancora affezionata a lui. La vita di Rambo sembra prendere la via della normalità, ma Pino viene ucciso mentre stava indagando sul sequestro di persona di Gianpiero, il figlio del dottor Marsili. Questo porta Rambo a mettersi sulle tracce del suo assassino.
Al fine di trovare un supporto, si reca quindi dal vecchio boss mafioso Don Paternò, con il quale ha uno scambio di opinioni da cui traspare un antico conto in sospeso. Dopo avere scoperto e ucciso l'assassino dell'amico, si trova in mezzo alla guerra tra la banda di Paternò e quella di Conti, l'autore del rapimento. Le due organizzazioni si rendono però presto conto del ruolo scomodo del giustiziere e decidono di stipulare una tregua per eliminarlo. Durante la ricerca dell'uomo viene uccisa Flora, che si rifiuta di riferire al gruppo di mafiosi il suo nascondiglio.

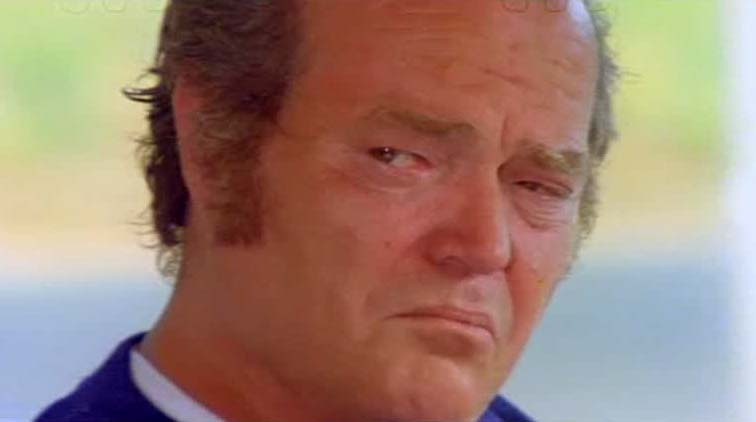
Luciano Pigozzi in una scena

In fuga dai componenti delle due bande, il giustiziere trova con uno stratagemma il sistema di mettere la polizia sulle tracce dei rapitori e, dopo un primo tentativo andato a vuoto, riesce a salvare il bambino. Il figlio di Paternò, nonostante i consigli del padre, intende ancora uccidere Rambo, ma trova la morte in uno scontro a fuoco.
L'anziano padrino ora è solo, ma Rambo lo rispetta ancora e dopo avere avuto la conferma del sospetto nato dopo il loro primo incontro, ossia che Paternò ha perso la vista, gli offre la possibilità di riparare a Marsiglia presso un boss mafioso, ma egli rifiuta preferendo uccidersi. Il giustiziere ha ora pareggiato i suoi conti e, dopo avere regalato una piccola motocicletta a Luigino Scalia, rimasto orfano del padre, lascia, forse per sempre, la città.

## Produzione
Il nome del protagonista Rambo, precorre di più di un lustro quello americano assai più noto, interpretato da Sylvester Stallone. Tomas Milian infatti lesse il libro Primo sangue, scritto da David Morrell dal quale poi venne tratto il film statunitense.
Milian tentò invano di convincere la produzione italiana per il film d'azione, con lui stesso come protagonista, proposta naufragata per le difficoltà evidentemente insormontabili nel ricreare una credibile cittadina nordamericana in Italia. Il nome Rambo sarebbe stato dunque un ripiego, sebbene sia stato anche escluso nel titolo.
Il film è anche un omaggio a Sergio Leone e al suo Per un pugno di dollari, del quale Il giustiziere sfida la città si può considerare una sorta di remake in chiave poliziesca.
Durante la scena della liberazione del bambino sequestrato dalla banda di Conti, il protagonista mormora tra se a un bandito in fuga la frase "Corri uomo, corri", una citazione ironica dell'omonimo film western di Sergio Sollima, con lo stesso Tomas Milian protagonista.

## Distribuzione
Distribuito nei cinema italiani il 16 agosto 1975, Il giustiziere sfida la città ha incassato complessivamente 1.451.703.190 lire dell'epoca.